# Shide (köpinghuvudort i Kina, Shaanxi, lat 34,39, long 108,43)
Shide (kinesiska: 史德, 史德镇) är en köpinghuvudort i Kina. Den ligger i provinsen Shaanxi, i den nordvästra delen av landet, omkring 46 kilometer väster om provinshuvudstaden Xi'an. Antalet invånare är 36 633. Befolkningen består av 17 699 kvinnor och 18 934 män. Barn under 15 år utgör 16,0 %, vuxna 15-64 år 74 %, och äldre över 65 år 9,0 %.
Runt Shide är det mycket tätbefolkat, med 1 266 invånare per kvadratkilometer. Närmaste större samhälle är Dayang, 16,0 km nordväst om Shide. Trakten runt Shide består till största delen av jordbruksmark.
Genomsnittlig årsnederbörd är 668 millimeter. Den regnigaste månaden är september, med i genomsnitt 143 mm nederbörd, och den torraste är december, med 1 mm nederbörd.